# Bahnstrecke Kirchhain–Gemünden
| |                         |                                              |                                              |
| Streckennummer (DB): | 3951                    |                                              |                                              |
| Kursbuchstrecke (DB): | 193p (1950–1972)        |                                              |                                              |
| Kursbuchstrecke: | 173b (1934) 198k (1946) |                                              |                                              |
| Streckenlänge: | 19,2 km                 |                                              |                                              |
| Spurweite: | 1435 mm (Normalspur)    |                                              |                                              |
| Streckengeschwindigkeit: | 50 km/h                 |                                              |                                              |
| |                         |                                              |                                              |
| \| \| \| von Burg- und Nieder-Gemünden \| \| \| \| \| von Kassel \| \| \| \| 0,0 \| Kirchhain (Bz Kassel) \| Kirchhain (Bz Kassel) \| \| \| 0,6 \| Wohra \| Wohra \| \| \| 0,7 \| nach Frankfurt (Main) Hbf \| nach Frankfurt (Main) Hbf \| \| \| 5,2 \| Haartmühle \| Haartmühle \| \| \| 7,3 \| Rauschenberg \| Rauschenberg \| \| \| 9,6 \| Ernsthausen-Wambach \| Ernsthausen-Wambach \| \| \| \| Anschluss Flugplatz Bracht \| \| \| \| 11,1 \| Halsdorf Gbf \| Halsdorf Gbf \| \| \| 11,4 \| Halsdorf \| Halsdorf \| \| \| 13,6 \| Wohra \| Wohra \| \| \| 13,9 \| Wohra \| Wohra \| \| \| 14,3 \| Wohra \| Wohra \| \| \| 17,6 \| Gemünden (Wohra) Süd \| Gemünden (Wohra) Süd \| \| \| 18,9 \| Holzbach \| Holzbach \| \| \| 19,2 \| Gemünden (Wohra) \| Gemünden (Wohra) \| \| \| \| nach Frankenberg (Eder) (verworfene Planung) \| \| \| \| \| nach Zimmersrode \| \| \| \| \| \| \| \| Quellen: [1][2] \| \| \| \| |                         |                                              |                                              |
| |                         | von Burg- und Nieder-Gemünden                |                                              |
| Strecke von rechts und von halblinks |                         | von Kassel                                   | von Kassel                                   |
| Bahnhof · Kopfbahnhof Strecke ab hier außer Betrieb | 0,0                     | Kirchhain (Bz Kassel)                        | Kirchhain (Bz Kassel)                        |
| Brücke über Wasserlauf · Brücke über Wasserlauf | 0,6                     | Wohra                                        | Wohra                                        |
| Strecke nach links und nach rechts | 0,7                     | nach Frankfurt (Main) Hbf                    | nach Frankfurt (Main) Hbf                    |
| Haltepunkt / Haltestelle (Strecke außer Betrieb) | 5,2                     | Haartmühle                                   | Haartmühle                                   |
| Bahnhof (Strecke außer Betrieb) | 7,3                     | Rauschenberg                                 | Rauschenberg                                 |
| Haltepunkt / Haltestelle (Strecke außer Betrieb) | 9,6                     | Ernsthausen-Wambach                          | Ernsthausen-Wambach                          |
| Abzweig geradeaus und von rechts (Strecke außer Betrieb) |                         | Anschluss Flugplatz Bracht                   | Anschluss Flugplatz Bracht                   |
| Dienststation / Betriebs- oder Güterbahnhof (Strecke außer Betrieb) | 11,1                    | Halsdorf Gbf                                 | Halsdorf Gbf                                 |
| Bahnhof (Strecke außer Betrieb) | 11,4                    | Halsdorf                                     | Halsdorf                                     |
| Bahnhof (Strecke außer Betrieb) | 13,6                    | Wohra                                        | Wohra                                        |
| Brücke über Wasserlauf (Strecke außer Betrieb) | 13,9                    | Wohra                                        | Wohra                                        |
| Brücke über Wasserlauf (Strecke außer Betrieb) | 14,3                    | Wohra                                        | Wohra                                        |
| Haltepunkt / Haltestelle (Strecke außer Betrieb) | 17,6                    | Gemünden (Wohra) Süd                         | Gemünden (Wohra) Süd                         |
| Brücke über Wasserlauf (Strecke außer Betrieb) | 18,9                    | Holzbach                                     | Holzbach                                     |
| Bahnhof (Strecke außer Betrieb) | 19,2                    | Gemünden (Wohra)                             | Gemünden (Wohra)                             |
| Abzweig geradeaus und nach links (Strecke außer Betrieb) |                         | nach Frankenberg (Eder) (verworfene Planung) | nach Frankenberg (Eder) (verworfene Planung) |
| |                         | nach Zimmersrode                             |                                              |
| |                         |                                              |                                              |
| Quellen: |                         |                                              |                                              |

Die eingleisige Bahnstrecke Kirchhain–Gemünden, auch Wohratalbahn war eine Nebenbahn in Hessen. Sie zweigte in Kirchhain von der Bahnstrecke Kassel–Frankfurt ab und verlief entlang der Wohra nach Gemünden, wo sich die Kellerwaldbahn nach Zimmersrode, das ebenfalls an der Main-Weser-Bahn liegt, anschloss. Dadurch war zwischen Zimmersrode und Kirchhain eine Umleitungsstrecke zur Main-Weser-Bahn gegeben.

## Geschichte

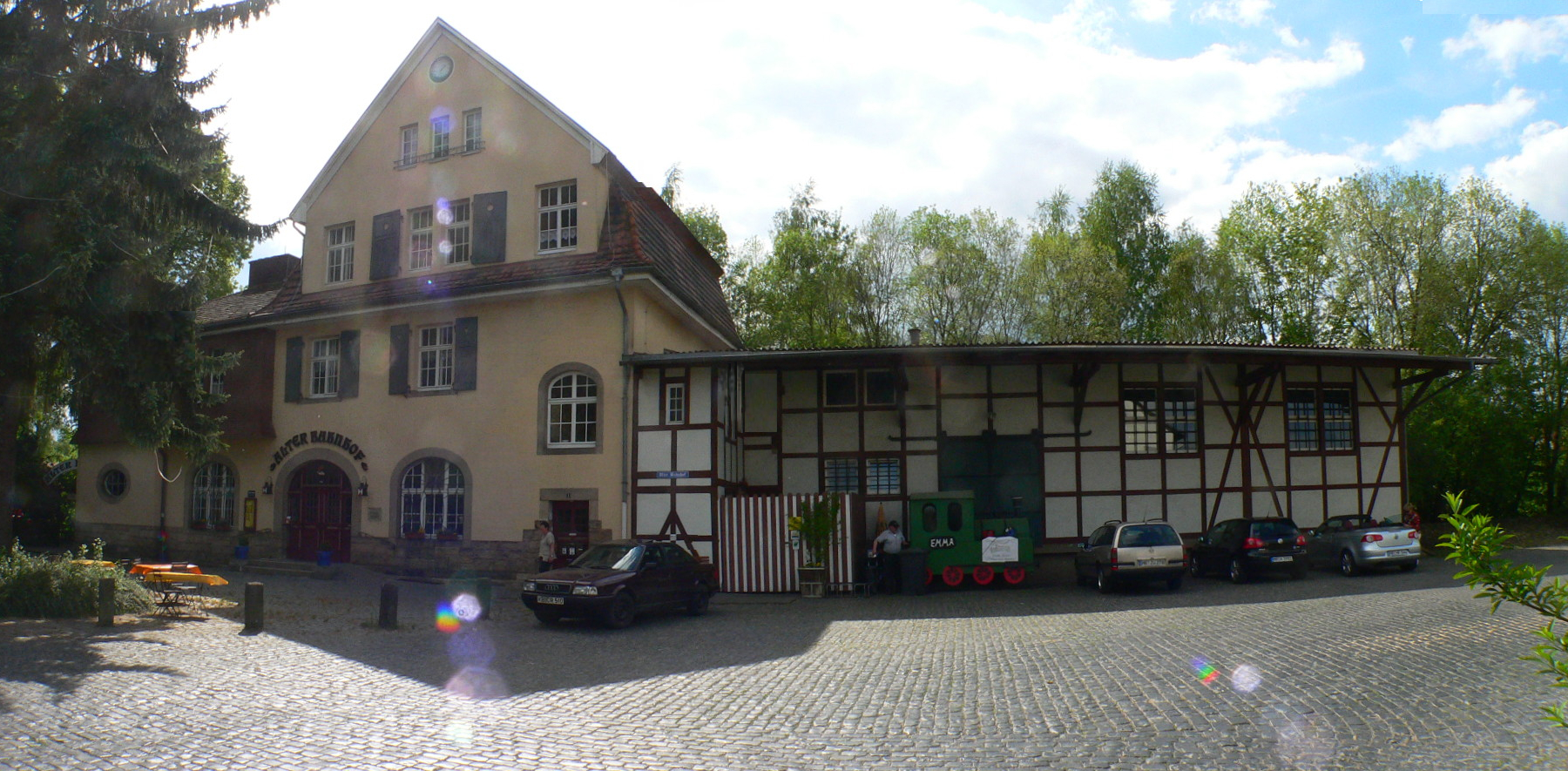
Bahnhof Gemünden (Wohra), Straßenseite

Die Strecke wurde am 1. Mai 1914 eröffnet. Es war geplant, eine Streckenerweiterung bis Frankenberg (Eder) zu führen. Dieses Vorhaben scheiterte am Ausbruch des Ersten Weltkrieges. Dadurch wurde die ursprünglich zugedachte Bedeutung der Strecke nie Wirklichkeit. In Kombination mit der Kellerwaldbahn wurden jedoch durchgehende Verbindungen von Zimmersrode bis Kirchhain und umgekehrt betrieben.
In den 1930er Jahren wurde eine Anschlussbahn zum Militärflugplatz Bracht eröffnet, welche vom Bahnhof Halsdorf abzweigte. Während des Krieges ereigneten sich deshalb wiederholte Beschießungen der Strecke durch alliierte Flugzeuge. Da die nahe gelegene Hauptstrecke der von Kassel über Gießen nach Frankfurt verlaufenden Main-Weser-Bahn noch intensiver durch Kriegshandlungen beeinträchtigt war, wurden Kellerwaldbahn und Wohratalbahn zeitweilig zu wichtigen Ausweichstrecken. Nach dem Zweiten Weltkrieg wurde der Flugplatz Bracht samt Bahnanschluss geschlossen.
Zu Zeiten des Wirtschaftswunders nahm die Bedeutung der Strecke im Personenverkehr kontinuierlich ab. Am 1. Mai 1962 wurde der Sonn- und Feiertagsverkehr auf die Straße verlegt; Linienbusse der DB beförderten die Reisenden. Der restliche Personenverkehr wurde am 28. Mai 1972 eingestellt, nachdem die Fahrgastzahlen stark gesunken waren. Güterverkehr fand zunächst noch bis zum 19. Dezember 1981 statt. Zum 31. Dezember des Jahres wurde die Strecke stillgelegt und ein Jahr darauf abgebaut. Einige Bahnhofsgebäude, die sich in Privateigentum befinden, erinnern heute noch, ebenso wie wenige Brücken, an die einstige Existenz dieser Strecke. Am ehemaligen Bahnhof von Gemünden befindet sich heute ein Schlafwagenhotel mit Gastronomie im Hauptgebäude.

## Streckenführung
Von Gemünden aus lief das Streckengleis unterhalb des Galgenbergs parallel zur Wohra in Richtung der gleichnamigen Ortschaft. Südlich von Halsdorf kreuzte die Bahnlinie die Bundesstraße 3. Weiterhin der Wohra folgend, wurde danach nahe Rauschenberg die Straße nach Burgholz durch eine Brücke überquert. Unterhalb der Haartmühle führte die Trasse dann über eine Brücke über die Bundesstraße 62, um in einem Bogen zum Schluss den Endpunkt Kirchhain zu erreichen.